# 今泉忠明
今泉 忠明（いまいずみ ただあき、1944年 - ）は、日本の動物学者、文筆家。東京都生まれ。父は動物学者の今泉吉典、兄も動物学者の今泉吉晴。息子の今泉勇人とも、カラスについての共著がある。
哺乳類を主とする分類学、生態学が専門。

## 略歴
東京水産大学（現・東京海洋大学）卒。1967年、国立科学博物館特別研究生、1972年富士自然動物園協会研究員として哺乳類の調査等を行う。
文部省（現・文部科学省）の国際生物計画（IBP）調査、日本列島総合調査に参加。1973年～1977年、日本野生生物基金および環境庁の委託により「イリオモテヤマネコの保護のための生態調査」に参加。
上野動物園で動物解説員を務め、のち伊豆高原ねこの博物館館長。他に日本動物科学研究所所長、日本ネコ科動物研究所所長。川崎市環境影響評価審議会委員。
1999年6月、北海道サロベツ原野にて、世界最小の哺乳類「トウキョウトガリネズミ」を生きたまま捕獲することに世界ではじめて成功する。
2004年、第51回産経児童出版文化賞を受賞（「江戸っ子ガラス」）。
著書の累計部数は350万部を記録。

## 著書
- 『アニマルトラック 雪山の足跡と落とし物を読む』自由国民社、1984年1月。
- 『トラッキング調査法』ニュー・サイエンス社 (グリーンブックス) 1985
- 『オコジョ 高山の可愛い暴れん坊　山の小さな動物たち』自由国民社 1986
- 『イタチとテン 森をかけめぐる万能選手　山の小さな動物たち 2』自由国民社 1986
- 『地球絶滅動物記』竹書房 1986
- 『動物たちの「衣・食・住」学』同文書院 1987
- 『ネズミの超能力』講談社 1988
- 『地球絶滅恐竜記』竹書房 1988
- 『進化を忘れた動物たち』講談社現代新書　1989
- 『イヌ』講談社パノラマ図鑑　1991
- 『地球絶滅人類記 1』竹書房 1991
- 『イヌはそのときなぜ片足をあげるのか 動物たちのウンコロジー』TOTO出版 1992　「動物たちの可愛いウンチ」講談社+α文庫　1997
- 『動物たちの「愛」 求愛・出産・子育て』化学工業日報社 1992
- 『ネコ』講談社パノラマ図鑑　1992
- 『野生ネコの百科』データハウス(動物百科)　1992
- 『恐竜の目にはどんな空が映っていたか』実業之日本社 1993 「ティラノサウルスは無敵だったか」主婦と生活社 1997
- 『野生イヌの百科』データハウス (動物百科) 1993
- 『猛毒動物の百科』データハウス (動物百科) 1994
- 『狐狸学入門 キツネとタヌキはなぜ人を化かす?』講談社ブルーバックス 1994
- 『新アニマルトラック・ハンドブック 動物たちの足跡を読む』自由国民社 1994
- 『新アニマルトラック 野生動物の足跡を追って』自由国民社 1994
- 『謎の動物の百科』データハウス (動物百科)　1994
- 『イリオモテヤマネコの百科』データハウス (動物百科) 1994
- 『絶滅巨大獣の百科』データハウス (動物百科) 1995
- 『動物の狩りの百科』データハウス (動物百科) 1995
- 『絶滅野生動物の事典』東京堂出版 1995
- 『ネイチャーワールド 動物編』マルディロ絵 毎日新聞カルチャーシティ 1997
- 『なぜ大昔のことがわかるの? 化石と地層のはなし』偕成社 ひとつの「なぜ」から広がる世界 1997
- 『なぜオスとメスがいるの? 動物の性と生殖のはなし』偕成社 ひとつの「なぜ」から広がる世界　1997
- 『動物たちが僕の先生』講談社ニューハードカバー　1997
- 『野外の危険動物観察ブック 自然をより安全に楽しむために』自由国民社 1998
- 『すごい!びっくり!動物のふしぎパワー』世界文化社 1999
- 『絶滅動物誌 人が滅ぼした動物たち』講談社 2000
- 『イヌの力 愛犬の能力を見直す』平凡社新書　2000
- 『世界珍獣図鑑』人類文化社 (オリクテロプス自然博物館シリーズ) 2000
- 『イヌのすべて調べ図鑑』1-3 汐文社 2001
- 『動物たちのとんでも恋愛術』学研M文庫　2001
- 『猫 かわいいネコには謎がある』講談社青い鳥文庫　2001
- 『ずーっと不思議に思っていた動物たちの謎』徳間文庫　2002
- 『絶滅動物データファイル』編 祥伝社黄金文庫　2002
- 『しじまに生きる野生動物たち 東アジアの自然の中で』農山漁村文化協会 図説・中国文化百華 2003
- 『ボクの先生は動物たち』ハッピーオウル社 2004
- 『野生動物観察事典』東京堂出版 2004
- 『行き場を失った動物たち』東京堂出版 2005
- 『あぶないいきもの 野外の危険動物、全ご紹介。』自由国民社 2006
- 『猛毒動物最恐50 コブラやタランチュラより強い究極の毒を持つ生きものは?』ソフトバンククリエイティブ サイエンス・アイ新書 2008
- 『「日帰り登山」を楽しむ本 地図の読み方から、疲れない山歩きのテクニックまで』PHP文庫 2009
- 『ねこの幸せいぬの幸せ 一緒に生きるパートナーだから、絶対知ってほしいこと』素朴社 2009
- 『ペンギンはなぜ燕尾服を着ているのか 動物おもしろ不思議雑学』PHP文庫 2010
- 『動物たちのウンコロジー』明治書院 2011
- 『巣の大研究 どんなところにすんでいるの? アリからビーバーまで、いきもの大集合!』PHP研究所 2011
- 『図解雑学 最新ネコの心理』ナツメ社 2011
- 『図解雑学 誰も知らない動物の見かた動物行動学入門』ナツメ社 2012
- 『いこう!絶滅どうぶつ園』谷川ひろみつ絵 星の環会 2012
- 『外来生物最悪50 なぜ生態系や固有種存続に悪影響が?招かれざる種を徹底分析!』ソフトバンククリエイティブ サイエンス・アイ新書 2012
- 『小さき生物たちの大いなる新技術』KKベストセラーズ ベスト新書 2014
- 『気がつけば動物学者三代』講談社 2018
- 大学図書館に収蔵された図書 国立情報学研究所

### 共著
- 『アニマルトラック・ハンドブック 足跡を残した動物たちを知るために』 高崎有起共著 自由国民社 1986.7
- 『マンガ絶滅する日本の動物』 佐藤晴美共著 講談社+α文庫 2003.1
- 『カラス狂騒曲 行動と生態の不思議』 今泉勇人共著 東京堂出版 2004.7
- 『動物園をまるごと楽しむ!』 石和田研二共著 新風舎 2007.3

### 翻訳
- 『ヒョウ』ジョナサン・スコット著 くもん出版(大自然の動物ファミリー) 1994.8

### 監修
- 渋谷愛子、湊秋作、今泉忠明 監修『日本の自然に生きる : キタキツネ・ニホンザル・ヤンバルクイナ・ヤマネ』 4巻、学研教育出版、学研マーケティング(発売)〈大切ないのち、生まれたよ! : どうぶつの赤ちゃんフォトストーリー〉、2010年2月1日。ISBN 9784055007221。 NCID BB0411408X。
- 今泉忠明 監修、下間文恵 絵、徳永明子 絵、かわむらふゆみ 絵『おもしろい!進化のふしぎ ざんねんないきもの事典』高橋書店、2016年5月25日。ISBN 978-4471103644。 NCID BB2140576X。
- 丸山貴史 (図鑑制作者)文、今泉忠明 監修、下間文恵 絵、フクイサチヨ 絵、ミューズワーク 絵,『続 おもしろい!進化のふしぎ ざんねんないきもの事典』高橋書店、2017年6月10日。ISBN 978-4-471-10368-2。 NCID BB2140576X。
- 今泉忠明 監修、下間文恵 絵、ミューズワーク 絵,『おもしろい!進化のふしぎ 続々ざんねんないきもの事典』高橋書店、2018年5月29日。ISBN 978-4471103699。
- 今泉忠明 監修、下間文恵 絵、ミューズワーク 絵,『おもしろい! 進化のふしぎ もっとざんねんないきもの事典』高橋書店、2019年6月27日。ISBN 978-4471103743。

- うすくらふみ、絶滅動物物語

## テレビ出演
- ワイルドライフ 華麗なる野生猫の世界(1)ビッグキャット (2018年6月25日、NHK BSプレミアム)
- スクール革命!「驚き!知られざる生き物の世界」（2019年7月21日、日本テレビ）
- 又吉直樹のヘウレーカ!「なぜネコは人をメロメロにするのか？」(2020年1月8日、NHK Eテレ)

## 論文
- 国立情報学研究所収録論文 国立情報学研究所

## 参考
- ペンギンはなぜ燕尾服を着ているのか―動物おもしろ不思議雑学 - 紀伊国屋書店BookWeb